# Democricetodontinae
Democricetodontinae sunt o subfamilie de rozătoare fosile din epoca miocenă.
Democricetodontini a fost numit ca un taxon parafiletic în cadrul Cricetidae de către Lindsay în 1987. A fost redenumit ca o subfamilie de către Theocharopoulos în 2000.